# Anime International Company
Anime International Company Inc. (株式会社アニメ・インターナショナルカンパニー Kabushiki gaisha Anime Intānashonaru Kanpanī?), a menudo abreviado como AIC, es un estudio de animación japonés fundado en 1982, con sede en Nerima, Tokio.
AIC cuenta con ocho divisiones, denominadas AIC ASTA (2003, anteriormente: AIC A.S.T.A.), AIC Build (2010), AIC Classic (2010), AIC Digital (2003, sede central), AIC Frontier (junio de 2012), AIC PLUS+ (2006), AIC Spirits (2003) y AIC Takarazuka (2006).

## Historia
Fundada el 15 de julio de 1982, como producto del estudio "Do-Be" fundado con motivo de la suscripción bruta de la versión remake "Astro Boy" en 1980. El primer presidente y director representativo es Kazufumi Nomura, Director y Productor de Mushi Production. Nomura saldría en 1985 para fundar A.P.P.P., posteriormente en mayo de 1985, Toru Miura de Easy World Pro, participaría en el establecimiento de AIC, asumiendo el cargo de Presidente y Director Representativo.
Tomando el auge de los OVA a finales de 1980, atrajo la atención lanzando muchas animaciones de mecha por Toshihiro Hirano (incluyendo elementos de animación de Bishōjo y hasta Hentai) como "Fight! Iczer One" y "Dangaioh". En la segunda mitad de la década de 1990, lanzó la división editorial y lanzó "AIC comic love" (abolido en 2000). Además, expandió el negocio en el desarrollo de software de juegos.
En 1995, se le encarga como trabajo original el contrato de "Tenchi Muyō!" por el fabricante de video Pioneer LDC, y la expansión a gran escala de la serie de televisión.
En 2003, se reestructura el sistema de producción en tres líneas, AIC Digital (Sede), AIC Spirits, AIC A.S.T.A. (ahora: AIC ASTA). Después de eso, cada estudio es responsable de la producción de trabajo.
En 2006, AIC estableció AIC Takarazuka de acuerdo con el plan base de la industria del anime de la ciudad de Takarazuka, prefectura de Hyogo. AIC PLUS+ (base en Nishitōkyō) junto con cinco sistemas de producción, llevan a cabo los contratos originales y los depósitos brutos.
En 2007, "Bamboo Blade" producido por AIC ASTA se filtró a Internet a través de Winny. El 8 de octubre del mismo año, se anunció una disculpa por el nombre de Miura en el sitio web oficial de AIC. En 2008, una nueva compañía "Anime International Company Co., Ltd." fue dividida y establecida.
Desde 2009, dado que hay trabajos producido en 5 sistemas de producción, algunos trabajos que se anunciarían bajo el nombre de estudio AIC y su sistema. En 2010, se lanzará AIC Build, AIC Classic y se establecen 7 sistemas de producción.
En septiembre de 2010, el fabricante de equipos de pachinko Oizumi adquirió el 95% de AIC en 2010 por 530 millones de yenes (6,3 millones de dólares), y se convierte en una subsidiaria de propiedad total de la compañía. Al año siguiente, en marzo de 2011, Aplix (ahora Aplix IP Holdings) adquirió AIC como subsidiaria de propiedad absoluta por 700 millones de yenes (alrededor de US$8,5 millones).
En junio de 2012, nombró a Seiko Takakura, ex Flex Comics, como productor y comenzó a realizar trabajos con miras a desarrollarse fuera de Japón. AIC Frontier se estableció el mismo mes, y será el octavo sistema de producción.
En febrero de 2013, los productores de AIC Spirits abandonaron la empresa y establecieron un estudio de animación Production IMS. También en mayo de ese año, los productores de producción de AIC Classic abandonaron y fundaron el estudio, Troyca.
El 20 de enero de 2014, Aplix Corporation transfirió todas las acciones de su filial de animación Anime International Company (AIC) a Toru Miura, actual director representante de AIC y director de la empresa Aplix. Aplix vendió las 8.000 acciones por un total de 8.000 yenes (1 yen por acción), aproximadamente US$77, mientras la transferencia se formalizara el 31 de enero. 
En noviembre de 2015, Omura Yasutaka se convertirá en el director representante. A partir de abril de 2016, se anunció que una parte de los contenidos creados por Anime International Company se transfirió a AIC Lights Corporation.

## Producciones

### Anime
| Título                                                                       | Año de estreno | Nombre         | Nota                                             |
| ---------------------------------------------------------------------------- | -------------- | -------------- | ------------------------------------------------ |
| Thunderbirds 2086                                                            | 1982           | AIC            | Coproducción con Jin Productions                 |
| Glass Mask                                                                   | 1984           | AIC            | Coproducción con Eiken                           |
| Dancouga – Super Beast Machine God                                           | 1985           | AIC            | Coproducción con Ashi Productions                |
| Machine Robo: Revenge of Cronos                                              | 1986           | AIC            | Coproducción con Ashi Productions                |
| Cream Lemon: Lemon Angel                                                     | 1987           | AIC            |                                                  |
| Komatsu Sakyo Anime Gekijou                                                  | 1989           | AIC            | Coproducción con Gainax                          |
| Tenchi Muyou!                                                                | 1995           | AIC            |                                                  |
| El Hazard                                                                    | 1995           | AIC            |                                                  |
| Pretty Sammy                                                                 | 1996           | AIC            |                                                  |
| Tenchi en Tokyo                                                              | 1997           | AIC            |                                                  |
| Battle Athletes                                                              | 1997           | AIC            |                                                  |
| Vampire Princess Miyu                                                        | 1997           | AIC            |                                                  |
| Burn Up!                                                                     | 1997           | AIC            | Coproducción con Magic Bus                       |
| El-Hazard: The Alternative World                                             | 1998           | AIC            |                                                  |
| Record of Lodoss War: Crónicas del caballero heroico                         | 1998           | AIC            |                                                  |
| Nightwalker                                                                  | 1998           | AIC            |                                                  |
| Bubblegum Crisis Tokyo 2040                                                  | 1998           | AIC            |                                                  |
| A.D. Police Files                                                            | 1999           | AIC            |                                                  |
| Dual! Parallel Trouble Adventure                                             | 1999           | AIC            |                                                  |
| Black Heaven                                                                 | 1999           | AIC            | Coproducción con A.P.P.P.                        |
| Ima, Soko ni Iru Boku                                                        | 1999           | AIC            |                                                  |
| Blue Gender                                                                  | 1999           | AIC            |                                                  |
| Trouble Chocolate                                                            | 1999           | AIC            |                                                  |
| Great Dangaioh                                                               | 2001           | AIC            |                                                  |
| Onegai Teacher                                                               | 2002           | AIC            | Coproducción con Daume                           |
| Tenchi Muyo! GXP                                                             | 2002           | AIC            |                                                  |
| Cyborg 009                                                                   | 2002           | AIC            | Coproducción con Japón Visc                      |
| Petite Princess Yucie                                                        | 2002           | AIC            | Coproducción con Gainax                          |
| Abenobashi Mahō☆Shōtengai                                                    | 2002           | AIC            | Coproducción con Gainax y Madhouse               |
| G-On Riders                                                                  | 2002           | AIC            | Coproducción con TNK y Shaft                     |
| Last Exile                                                                   | 2003           | AIC            | Coproducción con Gonzo                           |
| Onegai☆Twins                                                                 | 2003           | AIC            | Coproducción con Daume                           |
| Battle Programmer Shirase                                                    | 2003           | AIC            |                                                  |
| Godannar                                                                     | 2003           | AIC ASTA       | Coproducción con Oriental Light and Magic        |
| Burn Up! Scramble                                                            | 2004           | AIC            |                                                  |
| Monkey Turn                                                                  | 2004           | AIC            | Coproducción con Oriental Light and Magic        |
| Burn Up! Scramble                                                            | 2004           | AIC Spirits    |                                                  |
| Saiyuki Reload Gunlock                                                       | 2004           | AIC Spirits    | Coproducción con Pierrot                         |
| Girls Bravo                                                                  | 2004           | AIC Spirits    |                                                  |
| Ring ni Kakero                                                               | 2004           | AIC Spirits    | Coproducción con Toei Animation                  |
| Godannar 2                                                                   | 2004           | AIC ASTA       | Coproducción con Oriental Light and Magic        |
| To Heart 〜Remember my Memories〜                                            | 2004           | AIC ASTA       | Coproducción con Oriental Light and Magic        |
| Xenosaga THE ANIMATION                                                       | 2005           | AIC            | Coproducción con Toei Animation                  |
| Basilisk: The Kouga Ninja Scrolls                                            | 2005           | AIC            | Coproducción con Gonzo                           |
| Aa! Megami-sama                                                              | 2005           | AIC            |                                                  |
| Girls Bravo 2                                                                | 2005           | AIC Spirits    |                                                  |
| Magical Canan                                                                | 2005           | AIC ASTA       |                                                  |
| Gun × Sword                                                                  | 2005           | AIC ASTA       |                                                  |
| SHUFFLE!                                                                     | 2005           | AIC Spirits    | Coproducción con Asread                          |
| SoltyRei                                                                     | 2005           | AIC            | Coproducción con Gonzo                           |
| Tokkō                                                                        | 2006           | AIC Spirits    | Coproducción con Group TAC                       |
| Sasami: Magical Girls Club                                                   | 2006           | AIC Spirits    |                                                  |
| Yoshimune                                                                    | 2006           | AIC Spirits    | Coproducción con Silver Painting y Gondeo        |
| Bokura ga Ita                                                                | 2006           | AIC Spirits    | Coproducción con Artland                         |
| Aa! Megami-sama! Sorezore no Tsubasa                                         | 2006           | AIC            |                                                  |
| Blood+                                                                       | 2006           | AIC ASTA       | Production I.G                                   |
| Gaiking: Legend of Daiku-Maryu                                               | 2006           | AIC ASTA       | Toei Animation                                   |
| Jyū Ō Sei                                                                    | 2006           | AIC ASTA       | BONES                                            |
| Tokimeki Memorial Only Love                                                  | 2006           | AIC ASTA       |                                                  |
| Lovely Idol                                                                  | 2006           | AIC ASTA       | Coproducción con TNK                             |
| Pumpkin Scissors                                                             | 2006           | AIC            | Coproducción con Gonzo                           |
| Tokyo Majin Gakuen Kenpucho: Tou                                             | 2007           | AIC Spirits    |                                                  |
| Tokyo Majin Gakuen Kenpucho: Tou Gakuen Kenpucho                             | 2007           | AIC Spirits    |                                                  |
| Goshūshō-sama Ninomiya-kun                                                   | 2007           | AIC Spirits    |                                                  |
| Aa! Megami-sama! Tatakau Tsubasa                                             | 2007           | AIC            | OVA                                              |
| Seto no Hanayome                                                             | 2007           | AIC            | Coproducción con Gonzo                           |
| Sky Girls                                                                    | 2007           | AIC            | Coproducción con J.C.Staff                       |
| Kotetsushin Jeeg                                                             | 2007           | AIC ASTA       | Coproducción con Actas                           |
| Bamboo Blade                                                                 | 2007           | AIC ASTA       |                                                  |
| Tengen Toppa Gurren-Lagann                                                   | 2007           | AIC Takarazuka | Coproducción con Gainax                          |
| Hayate no Gotoku!                                                            | 2007           | AIC PLUS+      | Coproducción con SynergySP                       |
| Keroro Gunsou                                                                | 2007           | AIC PLUS+      | Coproducción con Sunrise; 2008                   |
| Special A                                                                    | 2008           | AIC            | Coproducción con Sunrise                         |
| Moegaku                                                                      | 2008           | AIC Spirits    |                                                  |
| To Love-Ru                                                                   | 2008           | AIC Spirits    | Coproducción con XEBEC                           |
| Mnemosyne                                                                    | 2008           | AIC Spirits    | Coproducción con XEBEC                           |
| Strike Witches                                                               | 2008           | AIC Spirits    | Coproducción con Gonzo                           |
| Tetsuwan Birdy: Decode                                                       | 2008           | AIC Spirits    | Coproducción con A-1 Pictures                    |
| Ga-rei Zero                                                                  | 2008           | AIC Spirits    | Coproducción con Asread                          |
| Akaneiro ni Somaru Saka                                                      | 2008           | AIC ASTA       | Coproducción con TNK                             |
| Deltora Quest                                                                | 2008           | AIC Takarazuka | Coproducción con Oriental Light and Magic        |
| Yatterman                                                                    | 2008           | AIC PLUS+      | Coproducción con Tatsunoko Production            |
| Zettai Karen Children                                                        | 2008           | AIC PLUS+      | Coproducción con SynergySP                       |
| Astro Fighter Sunred                                                         | 2008           | AIC ASTA       |                                                  |
| Shangri-La                                                                   | 2009           | AIC            | Coproducción con Gonzo                           |
| Asu no Yoichi!                                                               | 2009           | AIC            |                                                  |
| Nyan Koi!                                                                    | 2009           | AIC            |                                                  |
| Sasameki Koto                                                                | 2009           | AIC            |                                                  |
| Viper's Creed                                                                | 2009           | AIC Spirits    | Coproducción con Digital Frontier                |
| Kiddy Girl-and                                                               | 2009           | AIC Spirits    | Coproducción con Satelight                       |
| Sora no Otoshimono                                                           | 2009           | AIC ASTA       |                                                  |
| Inazuma Eleven                                                               | 2009           | AIC Takarazuka | Coproducción con Oriental Light and Magic        |
| GA Geijutsuka Art Design Class                                               | 2009           | AIC PLUS+      |                                                  |
| Tentai Senshi Sunred 2nd Season                                              | 2009           | AIC ASTA       |                                                  |
| Ōkami Kakushi                                                                | 2010           | AIC            |                                                  |
| Mayoi Neko Overrun!                                                          | 2010           | AIC            |                                                  |
| Shukufuku no Campanella                                                      | 2010           | AIC            |                                                  |
| Amagami SS                                                                   | 2010           | AIC            |                                                  |
| Strike Witches 2                                                             | 2010           | AIC Spirits    |                                                  |
| Sora no Otoshimono: Forte                                                    | 2010           | AIC ASTA       |                                                  |
| Asobi ni Iku yo!                                                             | 2010           | AIC PLUS+      |                                                  |
| Ore no Imōto ga Konna ni Kawaii Wake ga Nai                                  | 2010           | AIC Build      |                                                  |
| R-15                                                                         | 2011           | AIC            |                                                  |
| Battle Girls: Time Paradox                                                   | 2011           | AIC Spirits    | Coproducción con TMS Entertainment               |
| Maken-ki!                                                                    | 2011           | AIC Spirits    |                                                  |
| Mirai Nikki                                                                  | 2011           | AIC Spirits    | Coproducción con Asread                          |
| Nekogami Yaoyorozu                                                           | 2011           | AIC PLUS+      |                                                  |
| Boku wa Tomodachi ga Sukunai                                                 | 2011           | AIC Build      |                                                  |
| Hōrō Musuko                                                                  | 2011           | AIC Classic    |                                                  |
| Persona4 the ANIMATION                                                       | 2011           | AIC ASTA       |                                                  |
| Jinrui wa Suitai Shimashita                                                  | 2012           | AIC ASTA       |                                                  |
| Koi to Senkyo to Chocolate                                                   | 2012           | AIC Build      |                                                  |
| Amagami SS+ plus                                                             | 2012           | AIC            |                                                  |
| Acchi Kocchi                                                                 | 2012           | AIC            |                                                  |
| Muv-Luv Alternative: Total Eclipse                                           | 2012           | AIC            | Coproducción con ixtl y Satelight                |
| Maji de Otaku na English! Ribbon-chan: Eigo de Tatakau Mahou Shoujo          | 2012           | AIC Frontier   |                                                  |
| Seitokai no Ichizon Lv. 2                                                    | 2013           | AIC            |                                                  |
| Star Blazers: Space Battleship Yamato 2199                                   | 2013           | AIC            | Coproducción con XEBEC; hasta el tercer capítulo |
| Day Break Illusion                                                           | 2013           | AIC            |                                                  |
| Danganronpa: Trigger Happy Havoc                                             | 2013           | AIC            | Coproducción con Lerche                          |
| High School DxD New                                                          | 2013           | AIC            | Coproducción con TNK                             |
| Zettai Karen Children: Unlimited Psychic Squad                               | 2013           | AIC ASTA       | Coproducción con Mangrove                        |
| White Album 2                                                                | 2013           | AIC ASTA       |                                                  |
| Date A Live                                                                  | 2013           | AIC PLUS+      |                                                  |
| Super Seisyun Brothers                                                       | 2013           | AIC PLUS+      |                                                  |
| Pupipō!                                                                      | 2013           | AIC PLUS+      |                                                  |
| Boku wa Tomodachi ga Sukunai Next                                            | 2013           | AIC Build      |                                                  |
| Kotoura-san                                                                  | 2013           | AIC Classic    |                                                  |
| Tenshi no Drop                                                               | 2013           | AIC Frontier   |                                                  |
| Maji de Otaku na English! Ribbon-chan: Eigo de Tatakau Mahou Shoujo - The TV | 2013           | AIC Frontier   |                                                  |
| Saki                                                                         | 2014           | AIC            | Coproducción con Studio Gokumi                   |
| Nobunaga the Fool                                                            | 2014           | AIC            | Coproducción con Satelight                       |
| Inari, Konkon, Koi Iroha                                                     | 2014           | AIC            | Coproducción con Production IMS                  |
| Daimidaler: Prince vs Penguin Empire                                         | 2014           | AIC            | Coproducción con TNK                             |
| Aldnoah.Zero                                                                 | 2014           | AIC            | Coproducción con A-1 Pictures y TROYCA           |
| Sengoku Basara: Samurai Kings                                                | 2014           | AIC            | Coproducción con Telecom Animation Film          |
| Argevollen                                                                   | 2014           | AIC            | Coproducción con XEBEC                           |
| Ore, Twintail ni Narimasu.                                                   | 2014           | AIC            | Coproducción con Production IMS                  |
| Yūki Yūna wa Yūsha de Aru                                                    | 2014           | AIC            | Coproducción con Studio Gokumi                   |
| Ping Pong: The Animation                                                     | 2014           | AIC PLUS+      | Coproducción con Tatsunoko Production            |
| Ai Tenchi Muyo!                                                              | 2014           | AIC PLUS+      |                                                  |
| Psycho-Pass 2                                                                | 2014           | AIC PLUS+      | Coproducción con Tatsunoko Production            |
| Triage X                                                                     | 2015           | AIC            | Coproducción con XEBEC                           |
| To Love-Ru Darkness 2nd                                                      | 2015           | AIC            | Coproducción con XEBEC                           |
| Lupin the Third Part IV                                                      | 2015           | AIC            | Coproducción con Telecom Animation Film          |
| Aldnoah.Zero (segunda temporada)                                             | 2015           | AIC PLUS+      | Coproducción con A-1 Pictures y TROYCA           |

### OVA
| Título                                                                  | Año de estreno | Episodios | Nota                                                       |
| ----------------------------------------------------------------------- | -------------- | --------- | ---------------------------------------------------------- |
| Cream Lemon                                                             | 1984           | 38        | Después del tercer episodio                                |
| Megazone 23                                                             | 1985           | 2         | Coproducción con Artmic                                    |
| Fight! Iczer One                                                        | 1985           | 3         |                                                            |
| Call Me Tonight                                                         | 1986           | 1         |                                                            |
| Cosmos Pink Shock                                                       | 1986           | 1         |                                                            |
| Wanna-Be's                                                              | 1986           | 1         | Coproducción con Artmic y Animate Film                     |
| Outlanders                                                              | 1986           | 1         | Coproducción con Tatsunoko Production                      |
| Campus Special Investigator Hikaruon                                    | 1987           | 1         | Asistencia de Studio Pierrot                               |
| Dangaioh                                                                | 1987           | 3         |                                                            |
| Maryuu Senki                                                            | 1987           | 3         |                                                            |
| Black Magic                                                             | 1987           | 1         |                                                            |
| Daimajū Gekitō: Hagane no Oni                                           | 1987           | 1         |                                                            |
| Bubblegum Crisis                                                        | 1987           | 8         | Coproducción con Artmic                                    |
| Pants no Ana                                                            | 1987           | 1         |                                                            |
| Relic Armor Legaciam                                                    | 1987           | 1         |                                                            |
| Dragon Century                                                          | 1988           | 2         | Los episodios se compilaron en 1 en algunas versiones.     |
| Spirit Warrior                                                          | 1988           | 3         |                                                            |
| Vampire Princess Miyu                                                   | 1988           | 4         |                                                            |
| Meiou Project Zeorymer                                                  | 1988           | 4         | Coproducción con Artmic                                    |
| Appleseed                                                               | 1988           | 1         | Coproducción con Gainax                                    |
| Ten Little Gall Force                                                   | 1988           | 1         | Coproducción con Artmic y Animate Film                     |
| Dragon's Heaven                                                         | 1988           | 1         |                                                            |
| Metal Skin Panic MADOX-01                                               | 1988           | 1         | Coproducción con Artmic                                    |
| Legend of the Galactic Heroes                                           | 1988           | 110       | Coproducción con Kitty Films; emitido en TV posteriormente |
| Legend of Lemnear                                                       | 1989           | 1         |                                                            |
| Be-Boy Kidnapp'n Idol                                                   | 1989           | 1         |                                                            |
| Explorer Woman Ray                                                      | 1989           | 2         | Coproducción con Animate Film                              |
| Cybernetics Guardian                                                    | 1989           | 1         |                                                            |
| Riding Bean                                                             | 1989           | 1         |                                                            |
| Iczer Reborn                                                            | 1990           | 6         |                                                            |
| Ryokunohara Labyrinth: Sparkling Phantom                                | 1990           | 1         |                                                            |
| Sol Bianca                                                              | 1990           | 2         |                                                            |
| A.D. Police Files                                                       | 1990           | 3         | Coproducción con Artmic                                    |
| Gall Force: Earth Chapter                                               | 1990           | 3         | Coproducción con Artmic                                    |
| The Hakkenden                                                           | 1990           | 6         |                                                            |
| Kujakuou                                                                | 1991           | 3         |                                                            |
| Burn Up!                                                                | 1991           | 1         |                                                            |
| Majuu Senshi Luna Varga                                                 | 1991           | 4         |                                                            |
| Gall Force: New                                                         | 1991           | 2         | Coproducción con Artmic                                    |
| Ganbare Goemon: Jigen Jō no Akumu                                       | 1991           | 1         |                                                            |
| Bubblegum Crash                                                         | 1991           | 3         | Coproducción con Artmic                                    |
| Detonator Orgun                                                         | 1991           | 3         |                                                            |
| Neko Neko Fantasia                                                      | 1991           | 1         | Coproducción con Animate Film                              |
| Tenchi Muyou! Ryououki                                                  | 1992           | 6         |                                                            |
| Sekai no Hikari Shinran Seijin                                          | 1992           | 6         |                                                            |
| Super Dimensional Fortress Macross II: Lovers Again                     | 1992           | 6         | Coproducción con Studio Nue                                |
| Genesis Survivor Gaiarth                                                | 1992           | 3         |                                                            |
| Ai no Kusabi                                                            | 1992           | 4         |                                                            |
| Mikeneko Holmes no Yuurei Joushu                                        | 1992           | 2         |                                                            |
| Bastard!! Destructive God of Darkness                                   | 1992           | 6         |                                                            |
| Green Legend Ran                                                        | 1992           | 3         |                                                            |
| Ai no Kusabi                                                            | 1992           | 2         |                                                            |
| The Hakkenden: Shin Shou                                                | 1993           | 7         |                                                            |
| Alien Defender Geo-Armor: Kishin Corps                                  | 1993           | 7         |                                                            |
| Moldiver                                                                | 1993           | 3         |                                                            |
| Aa! Megami-sama                                                         | 1993           | 2         |                                                            |
| Tenchi Muyou! Ryououki 2nd Season                                       | 1994           | 6         |                                                            |
| Magical Twilight                                                        | 1994           | 3         |                                                            |
| Twin Bee Paradise                                                       | 1994           | 4         |                                                            |
| Tenchi Muyou! Ryououki 2nd Season Picture Drama                         | 1995           | 1         | Especial                                                   |
| Iczer Girl Iczelion                                                     | 1995           | 2         |                                                            |
| Elementalors                                                            | 1995           | 1         |                                                            |
| Armitage III                                                            | 1995           | 4         |                                                            |
| Mahou Shoujo Pretty Sammy                                               | 1995           | 3         |                                                            |
| El Hazard: The Magnificent World                                        | 1995           | 7         |                                                            |
| Tattoon Master                                                          | 1996           | 2         |                                                            |
| Burn Up! W                                                              | 1996           | 4         |                                                            |
| Ninja Cadets                                                            | 1996           | 2         |                                                            |
| Battle Athletess Daiundoukai                                            | 1997           | 6         |                                                            |
| Photon                                                                  | 1997           | 6         |                                                            |
| El-Hazard: The Magnificent World 2                                      | 1997           | 4         |                                                            |
| Virgin Fleet                                                            | 1998           | 3         |                                                            |
| Kyoukasho ni Nai!                                                       | 1998           | 2         |                                                            |
| Gosenzo San'e                                                           | 1998           | 4         |                                                            |
| Spaceship Agga Ruter                                                    | 1998           | 4         |                                                            |
| Twin Bee Paradise                                                       | 1998           | 4         |                                                            |
| Seikimatsu Leader Gaiden Takeshi!                                       | 1998           | 1         | Especial                                                   |
| Sol Bianca: The Legacy                                                  | 1999           | 6         |                                                            |
| Kaitō ranma: The Animation                                              | 1999           | 2         |                                                            |
| G-Taste                                                                 | 1999           | 7         |                                                            |
| Ping Pong The Animation                                                 | 1999           | 11        |                                                            |
| Oni-Tensei                                                              | 2000           | 4         |                                                            |
| Devadasy                                                                | 2000           | 3         |                                                            |
| Zoku Gosenzo San'e                                                      | 2000           | 4         |                                                            |
| Yarima Queen                                                            | 2000           | 1         |                                                            |
| Magical Play 3D                                                         | 2001           | 1         |                                                            |
| Shoot Fighter Tekken                                                    | 2002           | 3         |                                                            |
| Ichi the Killer: Episode 0                                              | 2002           | 1         |                                                            |
| Parasite Dolls                                                          | 2003           | 3         |                                                            |
| Tenchi Muyou! Ryououki 3rd Season                                       | 2003           | 6         |                                                            |
| Tenbatsu! Angel Rabbie                                                  | 2004           | 1         | AIC Spirits                                                |
| Sakura Taisen: New York                                                 | 2007           | 6         |                                                            |
| Quiz Magic Academy: The Original Animation                              | 2008           | 1         | AIC PLUS+                                                  |
| Anata dake Konbanwa                                                     | 2009           | 5         |                                                            |
| Isekai no Seikishi Monogatari                                           | 2009           | 13        | AIC Spirits                                                |
| Megane na Kanojo                                                        | 2010           | 4         | AIC Takarazuka                                             |
| GA: Geijutsuka Art Design Class OVA                                     | 2010           | 1         | AIC PLUS+                                                  |
| G-Taste 2                                                               | 2010           | 1         | AIC PLUS+                                                  |
| Aa! Megami-sama: Itsumo Futari de                                       | 2011           | 3         |                                                            |
| Shukufuku no Campanella: La Campanella Della Benedizione                | 2011           | 1         |                                                            |
| Gattai Robot Atranger                                                   | 2011           | 1         |                                                            |
| Nana to Kaoru                                                           | 2011           | 1         | AIC PLUS+                                                  |
| Asobi ni Iku yo!: Asobi ni Oide                                         | 2011           | 1         | AIC PLUS+                                                  |
| Ai no Kusabi                                                            | 2012           | 4         |                                                            |
| Boku wa Tomodachi ga Sukunai: Relay Shousetsu wa Ketsumatsu ga Hanpanai | 2012           | 1         | AIC Build                                                  |
| Tenshi no Drop                                                          | 2013           | 1         | AIC Frontier                                               |
| Tenchi Muyou! Ryououki 4th Season                                       | 2016           | 4         | Coproducción con C2C                                       |
| Tenchi Muyou! Ryououki 5th Season                                       | 2020           | 6         |                                                            |

### ONA
| Título                                               | Año de estreno | Episodios | Nota                                                          |
| ---------------------------------------------------- | -------------- | --------- | ------------------------------------------------------------- |
| Magical Play                                         | 2001           | 24        |                                                               |
| Candy☆Boy                                            | 2008           | 7         | AIC Digital;                                                  |
| Detroit Metal City: Birth of the Metal Devil         | 2008           | 1         | Coproducción con STUDIO 4 °C; Especial                        |
| Kigurumikku V3                                       | 2009           | 3         | AIC ASTA                                                      |
| Ore no Imōto ga Konna ni Kawaii Wake ga Nai Specials | 2011           | 4         | AIC Build; Versiones de final alternativo (episodio 12 al 15) |
| Seitokai no Ichizon Lv.2                             | 2012           | 10 + OVA  |                                                               |
| Ebiten: Kōritsu Ebisugawa Kōkō Tenmonbu              | 2012           | 1 + OVA   | AIC Classic                                                   |
| Puchimas! Petit Idolmaster                           | 2014           | 64        | Coproducción con Gathering                                    |
| Jewelpet: Attack Chance!?                            | 2016           | 3         | AIC Project                                                   |

### Película
| Título                                                      | Año de estreno | Notas                                   |
| ----------------------------------------------------------- | -------------- | --------------------------------------- |
| Megazone 23 Part I                                          | 1985           | Coproducción con Artland y Tatsunoko    |
| Megazone 23 Part II                                         | 1986           | Coproducción con Artland y Tatsunoko    |
| Gall Force: Eternal Story                                   | 1986           | Coproducción con Artmic                 |
| Gall Force 2: Destruction                                   | 1987           | Coproducción con Artmic                 |
| Gall Force 3: Stardust War                                  | 1988           | Coproducción con Artmic                 |
| Rhea Gall Force                                             | 1989           | Coproducción con Artmic                 |
| Silent Möbius: The Motion Picture                           | 1992           |                                         |
| Elementalors                                                | 1995           |                                         |
| Tenchi Muyo in Love                                         | 1996           |                                         |
| Armitage III: Poly-Matrix                                   | 1996           |                                         |
| Tenchi the Movie: The Daughter of Darkness                  | 1997           |                                         |
| Welcome to Lodoss Island!                                   | 1998           |                                         |
| Tenchi Muyou! in Love 2: Haruka Naru Omoi                   | 1999           |                                         |
| Aa! Megami-sama la película                                 | 2000           |                                         |
| Armitage: Dual-Matrix                                       | 2002           |                                         |
| Blue Gender: The Warrior                                    | 2002           |                                         |
| Heaven's Lost Property the Movie: The Angeloid of Clockwork | 2011           | AIC ASTA                                |
| Strike Witches: The Movie                                   | 2012           |                                         |
| Persona 4: The Animation -The Factor of Hope-               | 2012           |                                         |
| Aura: Koga Maryuin's Last War                               | 2013           | AIC ASTA                                |
| Persona 3 The Movie: No. 1, Spring of Birth                 | 2013           | AIC ASTA                                |
| Persona 3 The Movie: No. 2, Midsummer Knight's Dream        | 2013           | Coproducción con A-1 Pictures; AIC ASTA |
| Uchuu Senkan Yamato 2199: Hoshimeguru Hakobune              | 2014           | Coproducción con XEBEC                  |